# Carla Susana Gouveia
Carla Susana Gouveia (Funchal, 7 janeiro) é uma cientista portuguesa, natural da Ilha da Madeira. Foi distinguida com o prémio de melhor poster no 3rd Global Summit on Plant Science.
Carla Susana é doutorada no BG ISOPlexis da Universidade da Madeira, e bolseira de doutoramento da Arditi. Em Agosto de 2017 foi distinguida em Roma com o prémio de melhor poster no 3rd Global Summit on Plant Science, pelo seu trabalho intitulado ‘Oxalates assessment in the corms and shoots of taro (Colocasia esculenta (L.) Schott) submitted to drought conditions’, realizado sob a orientação de Miguel Ângelo Carvalho, do BG ISOPlexis. O trabalho, iniciado em 2010, foi premiado pela qualidade da investigação, novidade e importância.